# Хроника Боеморум
„Хроника Боеморум“ (на латински: Chronica Boemorum; на чешки: Kosmova Kronika Česká или Kosmova Kronika Čechů) е исторически труд, написан от бохемския и чешки историк Козма Пражки през 1119 – 1125 г.
Хрониката се състои от три части. Първа част проследява легендите за възникването на чешката държавност, започвайки от прародителя Чех, минавайки през първия християнски княз Борживой и стигайки до встъпването в длъжност на Бретислав I през 1034. Втората част обхваща времето до 1092, времето на княз Бретислав II, а третата – периода до 1125 година.
Хрониката е продължена по-късно от Винцентиус Пражки (1130 – 1167) и Ярлох, монах от Милевския манстир в днешния окръг Писек. До днес са съхранени 15 преписа.